# Lijst van bruggen over het Máximakanaal
Over het Máximakanaal liggen van zuid naar noord acht bruggen. Ze bieden een doorvaarthoogte van ongeveer 7 meter, voldoende voor drie lagen containers. Hieronder een overzicht:
| Km.: | Naam:                        | Soort:                                      | Traject:                                                       | Afbeelding: |
| ---- | ---------------------------- | ------------------------------------------- | -------------------------------------------------------------- | ----------- |
| 0,1  | Nijvelaar                    | verkeersbrug (twee liggerbruggen            | 's-Hertogenbosch - Veghel                                      |             |
| 0,5  | Drieborcht                   | verkeersbrug (liggerbrug)                   | Berlicum (Beusingsedijk)                                       |             |
| 2,4  | Varkenshoek                  | verkeersbrug (twee liggerbruggen)           | 's-Hertogenbosch - Oss                                         |             |
| 2,9  | Heerenbeek                   | verkeersbrug (liggerbrug)                   | Rosmalen (Graafsebaan)                                         |             |
| 3,6  | Spoorbrug Rosmalen/ Lang Hei | spoorbrug en verkeersbrug (twee liggerbrug) | Brabantse Lijn 's-Hertogenbosch - Nijmegen Rosmalen (Aziëlaan) |             |
| 4,8  | Zomerdijk                    | verkeersbrug (liggerbrug)                   | Rosmalen (Bruistensingel)                                      |             |
| 5,7  | Lunerkooi                    | verkeersbrug (liggerbrug)                   | Rosmalen (Het Hooghemaal)                                      |             |
| 7,1  | Schuitegat                   | verkeersbrug (liggerbrug)                   | 's-Hertogenbosch (Empelsedijk)                                 |             |